# Little Italy (Manhattan)
Little Italy ou em português "Pequena Itália" é um bairro de Manhattan, Nova Iorque. É assim chamado por ter sido ocupado por um grande número de ítalo-americanos durante o início do século XX.

## História

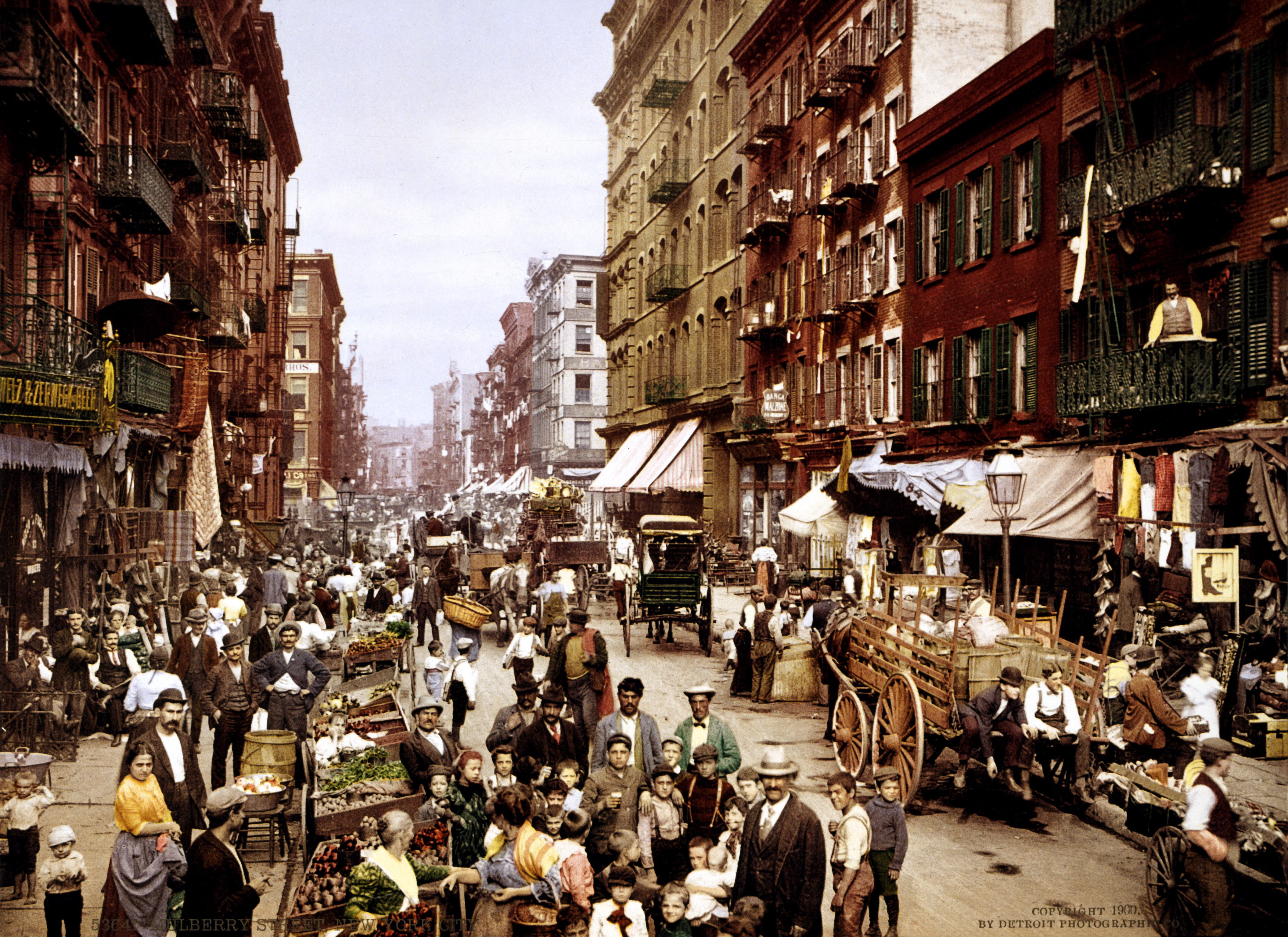
Imigrantes italianos na Mulberry Street, início do século XX

Em seu auge, durante a década de 1910, o bairro abrigou cerca de 10 000 ítalo-americanos (cerca de 90% da população da área), configurando o segundo maior eclave da cidade (atrás apenas do Harlem Italiano). Depois da Segunda Guerra Mundial, a maioria dos antigos habitantes foram gradualmente se mudando para o Brooklyn e para Staten Island. 
Com a virada do século XX, a maior parte de sua área original já estava severamente reduzida pela gentrificação, que descaracterizou sua porção norte e deu origem ao charmoso bairro Nolita (North of Little Italy); e pelo fenômeno de sucessão demográfica, especialmente relevante no caso da expansão contínua do bairro chinês, que absorveu sua porção sul (ao sul da Canal Street). Suas características culturais permanecem em bares e restaurantes em um curto enclave ainda restante do bairro entre o norte da Canal Street e sul da Broome Street.

## Na cultura popular
O bairro é famoso na cultura popular por sua associação com o surgimento e consolidação da Máfia Americana ao longo do século XX. Em O Poderoso Chefão, parte II a história sobre ascensão de Vito Corleone no submundo do crime de Nova Iorque se passa nas ruas do bairro, na época em que ainda era um reduto de empobrecidos imigrantes italianos.

## Demografia
Segundo o censo nacional de 2020, a sua população é de 12 774 habitantes e houve um decréscimo populacional na última década de -3,4%.
Residentes abaixo de 18 anos de idade representam 8,5%. Foi apurado que 9,1% são hispânicos ou latinos (de qualquer raça), 45,7% são brancos não hispânicos, 2,3% são negros/afro-americanos não hispânicos, 37,9% são asiáticos não hispânicos, 1,2% são de alguma outra raça não hispânica e 3,8% são não hispânicos de duas ou mais raças.
Possui 7 287 residências, um aumento de 4,7% em relação ao censo anterior, onde deste total, 11,5% das unidades habitacionais estão desocupadas. A média de ocupação é de 2,0 pessoas por residência.

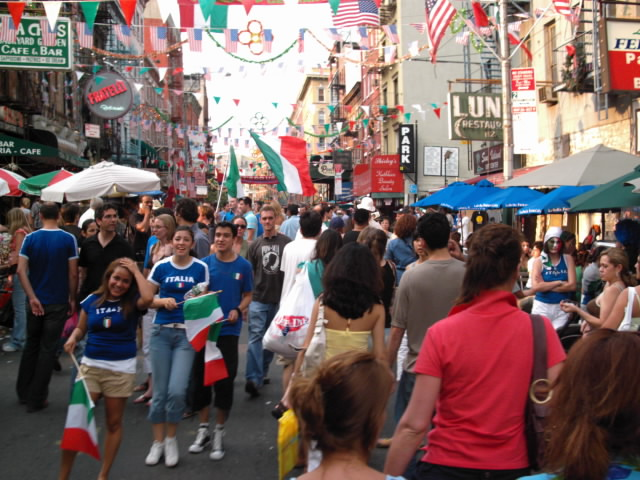
Turistas italianos comemoram no bairro, a vitória da seleção italiana na Copa do Mundo de 2006.